# Жозе Бейяр
Жозе Бейяр (фр. José Beyaert) — французский спортсмен (международные шашки). Чемпион Франции (1999 год). Чемпион Франции среди юниоров в 1983 и 1984 годах, чемпион Франции среди кадетов (младших юношей) в 1981.
Мастер ФМЖД. Национальный гроссмейстер.
В 1983-ом году принял участие в первенстве мира среди юниоров, где французский представитель занял 9 место из 16, а победил Алексей Чижов. В 1990-м принял участие в Чемпионате мира, заняв 17-18 место из 20